# 中部方面武器隊
中部方面武器隊（ちゅうぶほうめんぶきたい）は、陸上自衛隊桂駐屯地に駐屯していた中部方面隊直轄の武器科部隊で2004年（平成16年）3月29日に廃止され中部方面後方支援隊に改編された。

## 概要
主に中部方面隊隷下部隊における装備火器類・車両等の高段階整備および後方支援業務を担当していた。2004年（平成16年）3月、後方支援部隊の集約化に伴い廃止、中部方面輸送隊と統合され、中部方面後方支援隊として再編された。

## 沿革
- 1964年（昭和39年）3月24日：中部方面武器隊が桂分屯地に新編[1]。
- 1974年（昭和49年）4月11日：桂分屯地が桂駐屯地に昇格。
- 2004年（平成16年）3月29日：中部方面武器隊が廃止され、中部方面輸送隊およびその他の中部方面総監直轄部隊と統合再編のうえ中部方面後方支援隊が新編。

## 歴代隊長
| 代 | 氏名                   | 在職期間                                                    | 前職                                                                   | 後職                                                                 |
| -- | ---------------------- | ----------------------------------------------------------- | ---------------------------------------------------------------------- | -------------------------------------------------------------------- |
| 01 | 鈴木秀臣 （2等陸佐）   | 1964年03月24日 - 1966年03月15日                             | 陸上自衛隊関西地区補給処桂支処勤務                                     |                                                                      |
| 02 | 宇都宮一美 （2等陸佐） | 1966年03月16日 - 1968年03月16日                             | 中部方面総監部勤務                                                     | 陸上自衛隊関西地区補給処桂支処勤務                                   |
| 03 | 八代孝 （2等陸佐）     | 1968年03月17日 – 1970年07月15日                             | 陸上自衛隊関西地区補給処勤務                                           | 陸上自衛隊武器補給処十条支処 →1970年10月15日 停年退官（1等陸佐昇任） |
| 04 | 池田啓祐               | 1970年07月16日 - 1972年07月16日 ※1972年07月01日 1等陸佐昇任 | 第9武器隊長 兼 第9師団司令部武器課長 （2等陸佐）                       | 陸上自衛隊北海道地区補給処武器部長                                   |
| 05 | 雲井正憲               | 1972年07月17日 - 1974年07月15日 ※1973年01月01日 1等陸佐昇任 | 陸上自衛隊武器学校 （2等陸佐）                                         | 技術研究本部 技術開発官（陸上担当）付 業務班長                       |
| 06 | 竹田武二               | 1974年07月16日 - 1976年08月01日 ※1975年07月01日 1等陸佐昇任 | 陸上自衛隊幹部学校 （2等陸佐）                                         | 陸上自衛隊武器補給処十条支処 整備部長                                |
| 07 | 外山和明 （2等陸佐）   | 1976年08月02日 - 1978年07月31日                             | 武器教導隊長                                                           | 相馬原駐屯地業務隊長                                                 |
| 08 | 西田晃                 | 1978年08月01日 - 1980年03月16日 ※1979年03月16日 1等陸佐昇任 | 陸上自衛隊武器学校 （2等陸佐）                                         | 東部方面総監部装備部装備課長                                         |
| 09 | 北村博                 | 1980年03月17日 - 1982年08月01日                             | 中部方面総監部装備部装備課長                                           | 陸上自衛隊幹部学校主任教官                                           |
| 10 | 北村繁光               | 1982年08月02日 - 1985年03月15日 ※1983年07月01日 1等陸佐昇任 | 陸上自衛隊武器補給処十条支処勤務 （2等陸佐）                           | 陸上自衛隊高射学校学校教官                                           |
| 11 | 衛藤貞宗               | 1985年03月16日 - 1988年07月31日                             | 陸上幕僚監部装備部開発課総括班長                                       | 陸上幕僚監部装備部開発課長                                           |
| 12 | 河千田征幸             | 1988年08月01日 - 1991年07月31日                             | 東北方面総監部装備部装備課長                                           | 陸上自衛隊幹部学校主任教官                                           |
| 13 | 岩月察芳               | 1991年08月01日 - 1993年07月31日                             | 中部方面総監部装備部装備課長                                           | 陸上自衛隊武器学校教育部長                                           |
| 14 | 鈴木康夫               | 1993年08月01日 - 1996年12月15日                             | 陸上自衛隊東北地区補給処武器部長                                       | 陸上自衛隊幹部学校主任研究開発官                                     |
| 15 | 木下國昭               | 1996年12月16日 - 1998年07月31日                             | 南恵庭駐屯地業務隊長                                                   | 霞ヶ浦駐屯地業務隊長                                                 |
| 16 | 富高精藏               | 1998年08月01日 - 2001年03月26日                             | 陸上幕僚監部装備部武器・化学課 車両班長                                | 陸上自衛隊研究本部主任研究開発官                                     |
| 17 | 久々宮孝吉             | 2001年03月27日 - 2003年07月31日                             | 技術研究本部 技術開発官（誘導武器担当）付 新中距離地対空誘導弾開発室長 | 陸上自衛隊関東補給処火器車両部長                                     |
| 末 | 中村輝久               | 2003年08月01日 - 2004年03月28日                             | 陸上自衛隊補給統制本部装備計画部 調査研究課長                          | 中部方面後方支援隊副隊長                                             |